# Drum național 23A
Der Drum național 23A (rumänisch für „Nationalstraße 23A“, kurz DN23A) ist eine Hauptstraße in Rumänien.

## Verlauf
Die Straße zweigt am südöstlichen Rand von Focșani vom Drum național 23 nach Süden ab und führt über eine Länge von rund 34 km über Tătăranu nach Ciorăști. Dort endet sie bei ihrem Zusammentreffen mit dem von Osten kommenden Drum național 23B.